# غروب

غروب خورشید از یک نمای شهری

غروب خورشید یا فروشد خورشید ناپدیدشدن روزانهٔ خورشید در زیر افق در نتیجهٔ چرخش زمین و دیگر سیاره‌های منظومهٔ خورشیدی است. به آن نماشام، شامگاه، ایوار، خورنشین یا خورنشست نیز گفته می‌شود.
شرایط جوی ایجاد شده بر اثر فرورفتن خورشید، که پیش و پس از ناپدیدشدنش در زیر افق روی می‌دهد نیز عموماً غروب گفته می‌شود. زمان غروب در نجوم به عنوان لحظه‌ای تعریف می‌شود که لبهٔ بالایی قرص خورشید در زیر افق در غرب ناپدید می‌شود. بر اثر شکست نور در هواکره، مسیر پرتوهای خورشید در حال فرورفتن به‌شدت در نزدیکی افق منحرف می‌شوند، تا آنجا که در حالی که قرص خورشید نزدیک به یک قطر در زیر افق قرار دارد، باعث غروب نجومی ظاهری می‌گردد. غروب را نباید با گرگ‌ومیش اشتباه گرفت، که لحظهٔ دربرگیری تاریکی در هنگامی است که خورشید در حدود ۱۸ درجه در زیر افق قرار دارد. دورهٔ زمانی بین غروب نجومی و گرگ‌ومیش، شفق نامیده می‌شود.

## نگارخانه

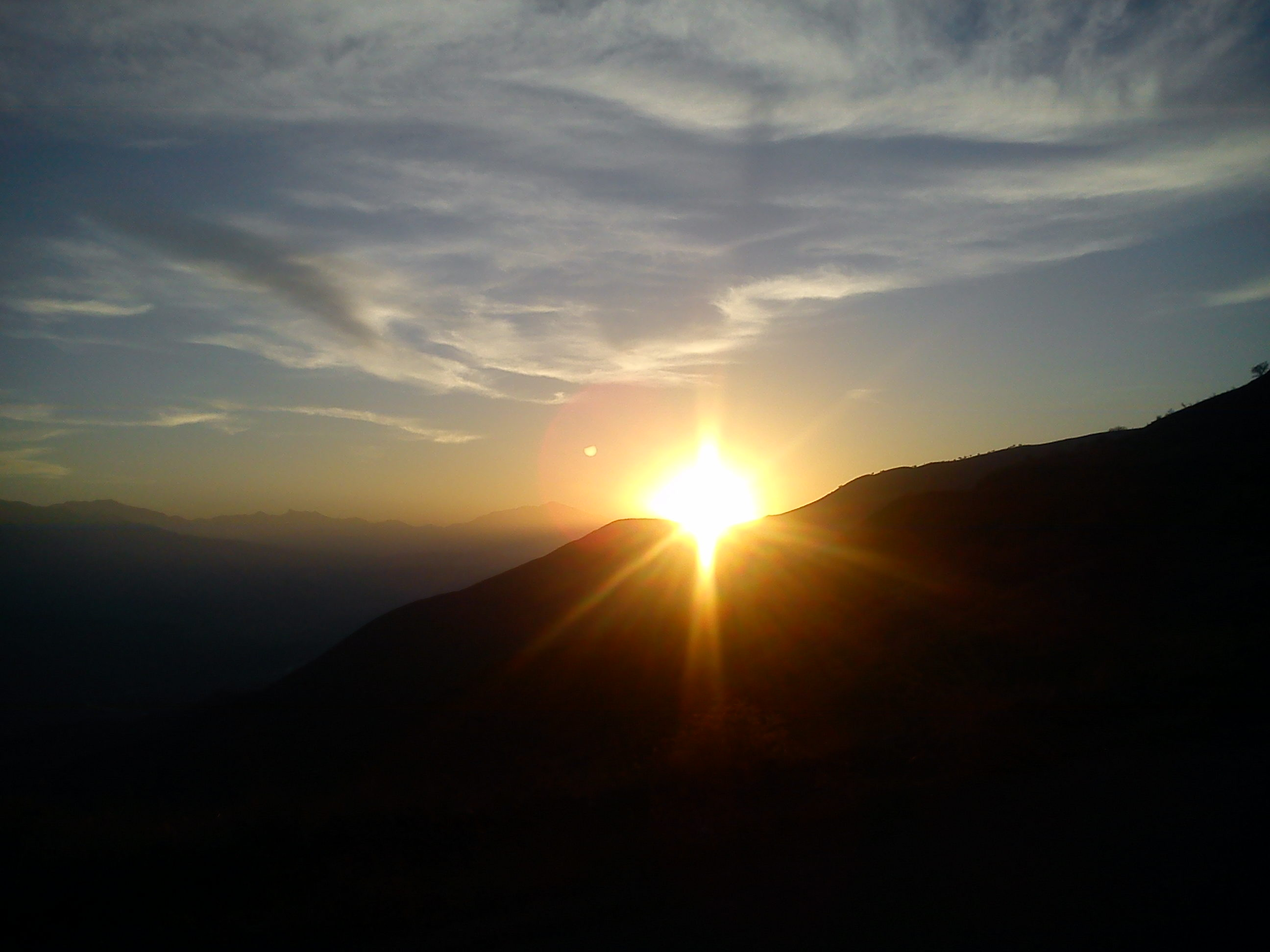
غروب خورشید در یک منطقه کوهستانی (الموت)
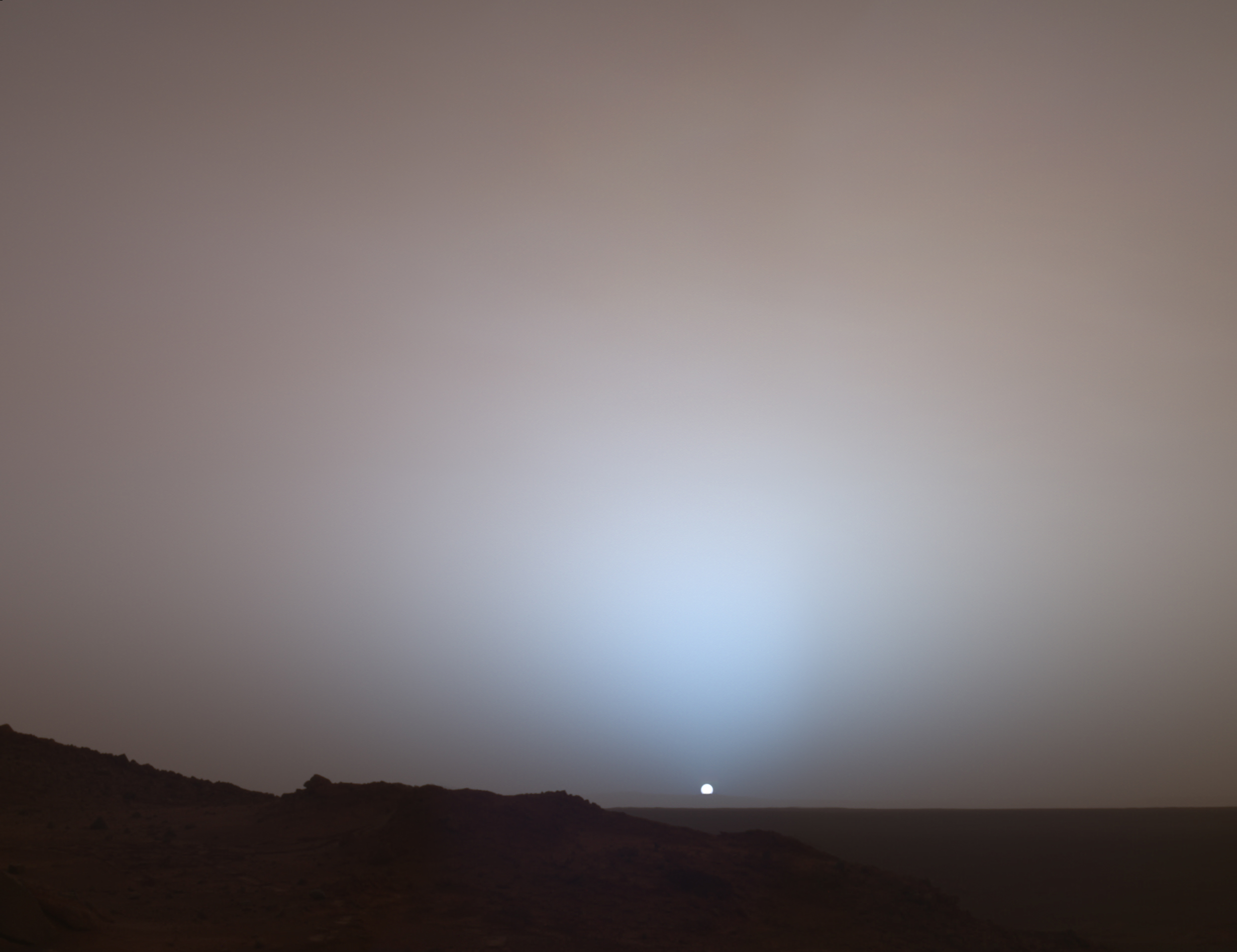
غروب خورشید در مریخ
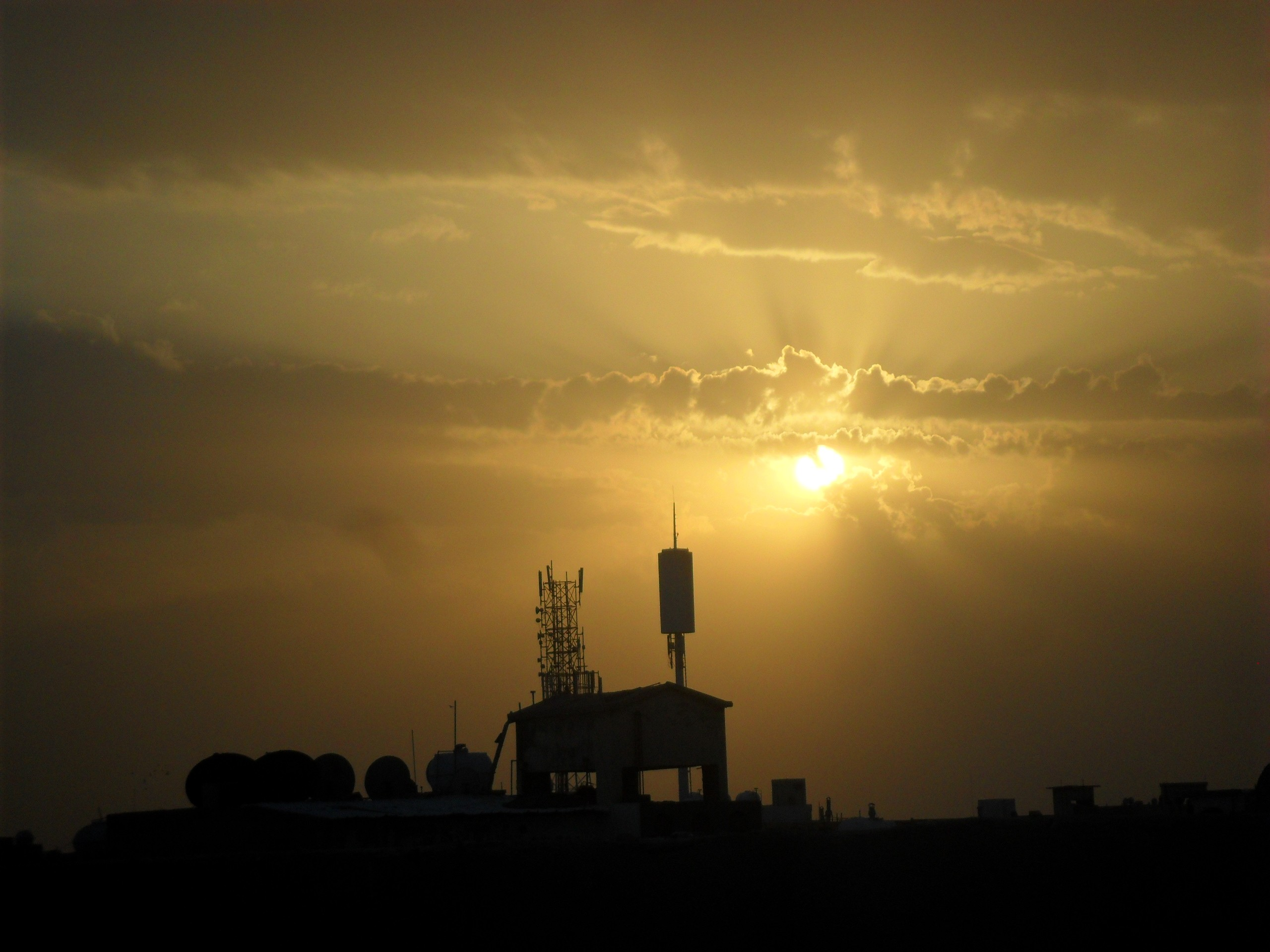
غروب خورشید در ریاض. عربستان سعودی.
غروب آفتاب در خلیج فارس (ساحل بردخون)
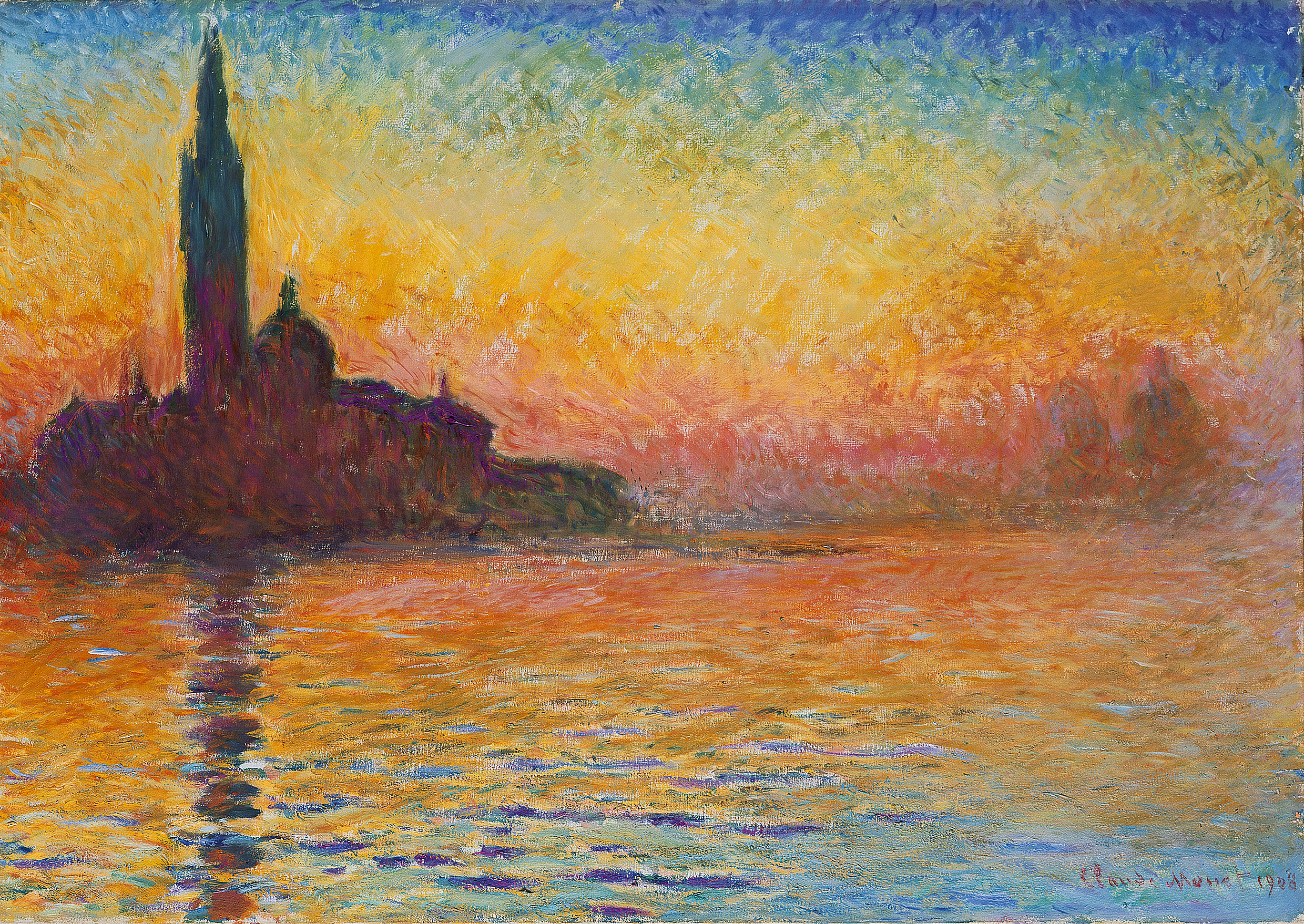
غروب سن جورجیو مجیوره
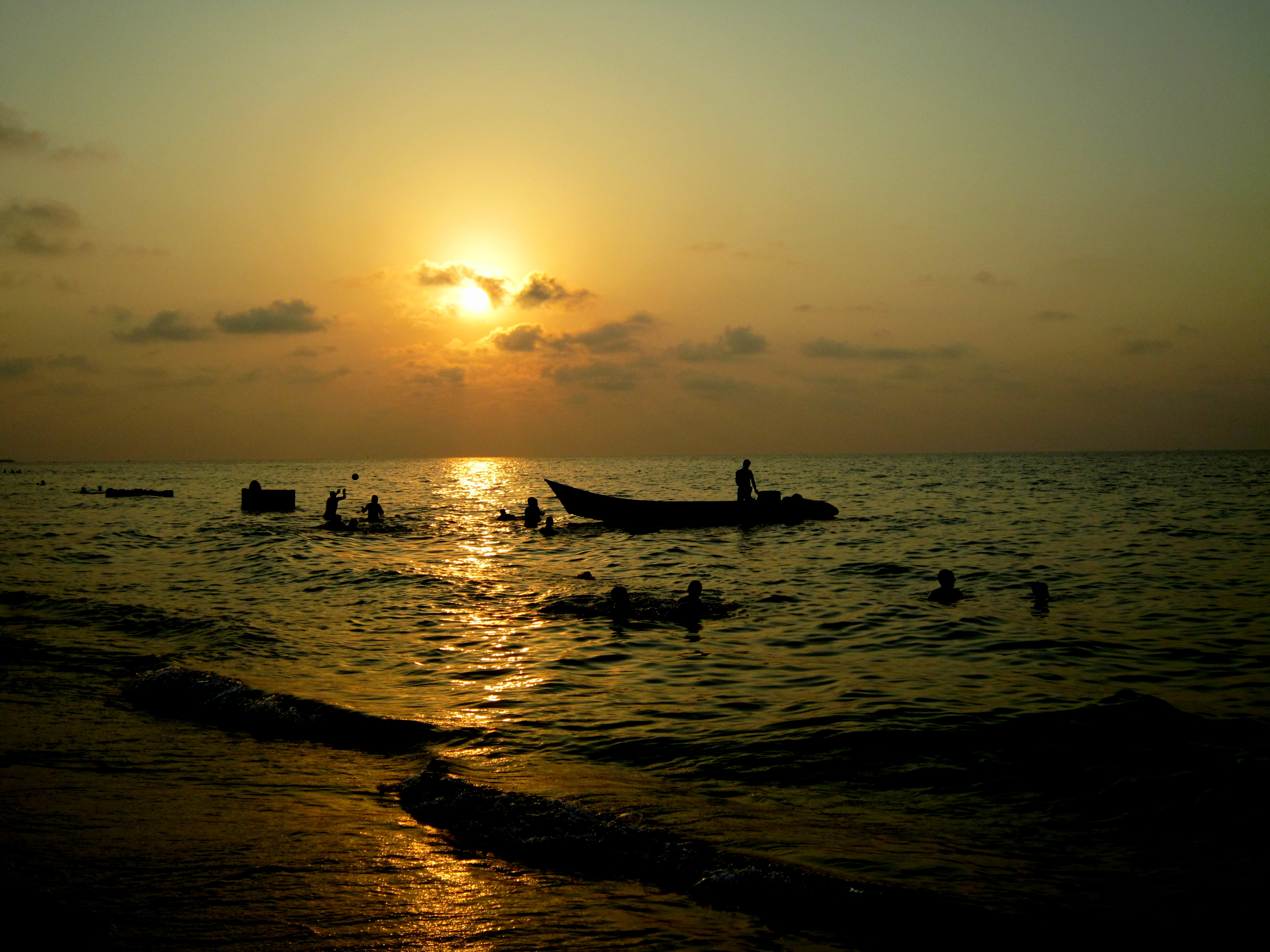
ضدنور در غروب آفتاب واقع در ساحل دریای خزر در بابلسر
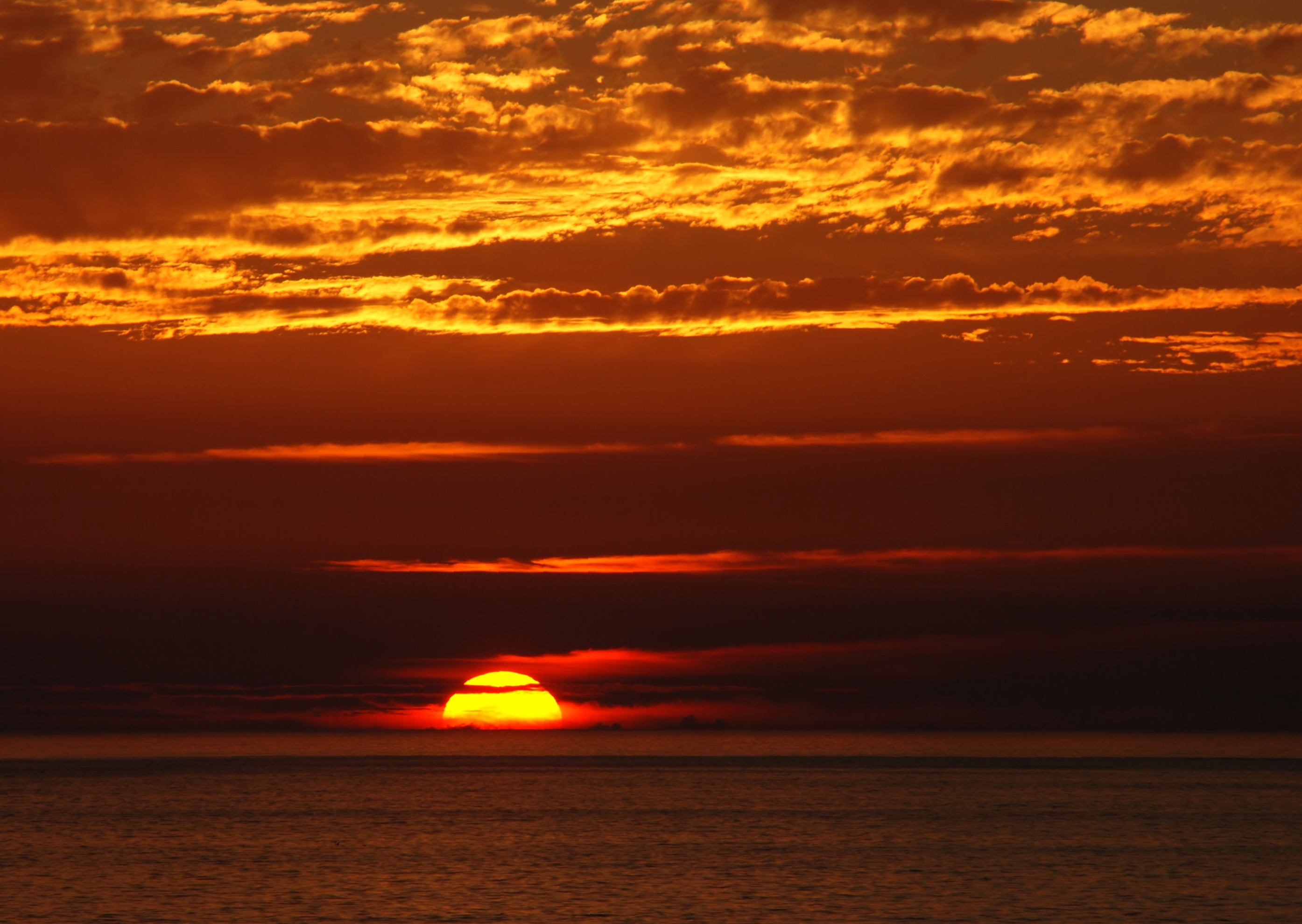
خورشید، در حدود یک دقیقه پیش از غروب نجومی
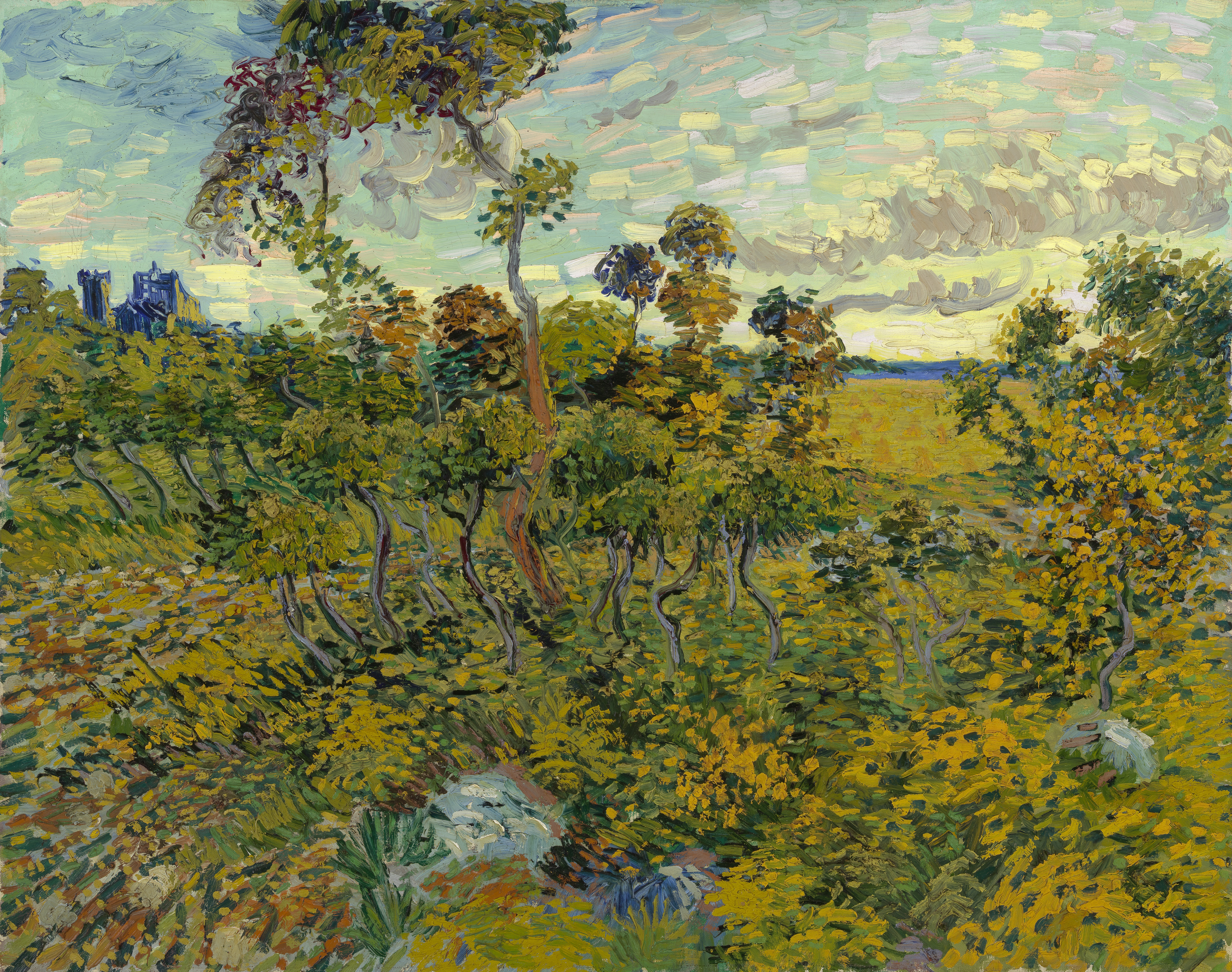
غروب در مونت ماژور